# Porella obtusata
Porella obtusata là một loài rêu trong họ Porellaceae. Loài này được (Taylor) Trevis. mô tả khoa học đầu tiên năm 1877.